# عابدين بسيسو
عابدين توفيق بسيسو (1929 - 27 مايو 1982) هو كاتب وأديب وصحفي وإعلامي فلسطيني، شقيق الشاعر معين بسيسو. ولد في غزة عام 1929، وأنهى دراسته الابتدائية في مدرسة الشجاعية والإعدادية في كلية غزة والثانوية في كلية النهضة بالقدس وتخرج من الجامعة الأمريكية بالقاهرة عام 1954، ثم عاد إلى غزة ليدرس اللغة الإنجليزية في مدارس وكالة الغوث (الأنروا). انتقل إلى ليبيا حيث عمل في نفس المجال، وفي عام 1955 جاء إلى الكويت واستقر فيها حيث عمل أستاذًا للغة الإنجليزية في المدرسة المباركية وبعدها انتقل إلى إدارة النشاط المدرسي بصفة رئيس الإذاعة المدرسية ثم موجهًا فنيًا بالإدارة. في عام 1959 عمل في الإذاعة الكويتية والتلفزيون الكويتي كمؤلف وكاتب للسيناريو والحوار بجانب عمله بوزارة التربية. ساهم في تأسيس اتحاد الكتاب والصحفيين الفلسطينيين فرع الكويت وتولى رئاسته من عام 1969 حتى وفاته سنة 1982.

## من أعماله

### أعماله التلفزيونية
- الوريث
- كأس السعادة
- توبة
- نبوية
- الذهب
- فتح مكة
- الفداء
- أين الطريق
- الصراع
- الرسالة
- الوجه الآخر

### أعماله الإذاعية
- الكوكب الجديد
- عدالة السماء
- الأرض المجهولة
- الدراجة النارية
- اللغز العجيب
- سيف بن ذي يزن
- الواحدة بعد منتصف الليل
- الطريق إلى القدس
- أبوزيد الهلالي
- لوحات إنسانية
- طريق بلا حدود
- تاريخ القدس
- يا كريم
- أساطير
- صاعقة في الربيع
- لعبة القدر
- ألف باء
- قلب في مهب الريح
- فارس بني هلال
- سجين زندا
- الأمنيات الثلاث
- المنتقم
- عجائب وغرايب
- الحرب كر وفر
- الذهب
- فطار الظهر
- العالم من حولنا
- ثلما
- الدرجات التسع والثلاثون
- أسطروة حب
- النول
- المدرسة والمجتمع في معركة المصير
- عائلة روبنسون
- من الأعماق
- الفاتحون
- الفخ
- لدغة الثعبان
- خطوات في الليل
- من كل مكان قصة
- جريمة في النهر
- ذئاب وغابة
- حياة فنان
- منت فليت
- فاوست
- توماس إديسون
- بساط الريح
- زرياب
- مذكرات دينار
- وصف الجارة
- مساجد القدس
- بين مدينتين
- الأرض الطيبة
- كرايتون المدهش
- مخلد القرد (من الأدب العربي)
- الشك
- المتسولة
- المحكوم عليه بالحياة
- جواز سفر
- الخرساء

### التمثيليات الإذاعية
- المصير
- الشهيد
- شجرة الورد
- رحلة إلى عالم الغد
- الحقيقة
- النجمة
- الناس والعيد
- حضرة المدير
- رغبة مكبوتة
- الكنز
- الضحية
- رغبة
- فلسطينيات
- يوم ما
- الغريق
- المذنب
- هبة البحر
- أوراق متناثرة
- سهرة التحدي
- وزهق الباطل
- أفكار الحورية

## وصلات خارجية
- عابدين بسيسو على موقع قاعدة بيانات الأفلام العربية